# Nonagria grisescens
Nonagria grisescens är en fjärilsart som beskrevs av George Francis Hampson 1910. Nonagria grisescens ingår i släktet Nonagria och familjen nattflyn. Inga underarter finns listade i Catalogue of Life.